# John Hutchinson (théologien)
Pour les articles homonymes, voir John Hutchinson et Hutchinson.
John Hutchinson est un philosophe, théologien et savant anglais, né à Spennythorn, dans le comté d'York, en 1674, et mort à Londres le 28 août 1737. 

## Biographie
Il fut recommandé au comte de Scarborough et au duc de Somerset; le comte en fit son intendant. Ayant eu à voyager pour le compte de son maître, Hutchinson recueillit des observations qu'il a publiées sous le titre Observations faites par J. H., principalement en 1706. L'ouvrage révélait chez le jeune écrivain des qualités qui le firent apprécier du duc de Somerset, grand écuyer du roi George 1er. Le duc lui confia immédiatement la charge de riding purveyor ou intendant de ses écuries, avec un traitement de 5,000 francs. Dans ses excursions dans le nord de la Grande-Bretagne et le pays de Galles, Hutchinson avait réuni une précieuse collection de fossiles, qui appartient aujourd'hui à l'université de Cambridge.
Depuis, Hutchinson avait tourné sa curiosité vers un autre but : il essaya d'accorder les récits de Moïse avec les principes modernes des sciences naturelles. Ses Principes de Moïse parurent en 1724, et la singularité des doctrines de l'auteur attira aussitôt l'attention sur sa personne. La philosophie de Newton faisait alors autorité. Hutchinson attaquait la gravitation universelle, peu conforme, selon lui, à celle de la Bible. Dans la préface de la seconde partie de son ouvrage, il avait insinué que les trois personnes de la Trinité signifient les trois agents principaux de la nature le feu, la lumière et l'esprit, qui seraient trois états différents d'une même substance. Pour lui, chaque racine hébraïque est une source à laquelle son imagination féconde puise des sens cachés. La forme des lettres elle-même représente une série d'objets matériels. A l'entendre, la Bible n'est qu'un vaste hiéroglyphe.
Les idées bizarres d'Hutchinson lui avaient acquis des partisans. Les principaux furent Bates, Jones et l'évêque Homes, dont on ne se souvient plus, mais qui tinrent une place considérable dans la polémique religieuse au XVIIIe siècle. Il en résulta la secte des hutchinsoniens, qui était à peu près morte en 1793.
Si Hutchinson était un théologien risqué, il était du moins un mécanicien de talent. Une machine construite par lui en 1712 pour obtenir la longitude en mer eut l'approbation de Newton, et quelques inventions du même genre sont encore en usage en Angleterre. Les Œuvres d'Hutchinson ont été publiées à Londres en 1748 (12 vol. in-8°). 